# Carya ovalis
Carya ovalis är en valnötsväxtart som först beskrevs av Wang., och fick sitt nu gällande namn av Charles Sprague Sargent. Carya ovalis ingår i släktet hickory, och familjen valnötsväxter. Inga underarter finns listade i Catalogue of Life.

## Bildgalleri

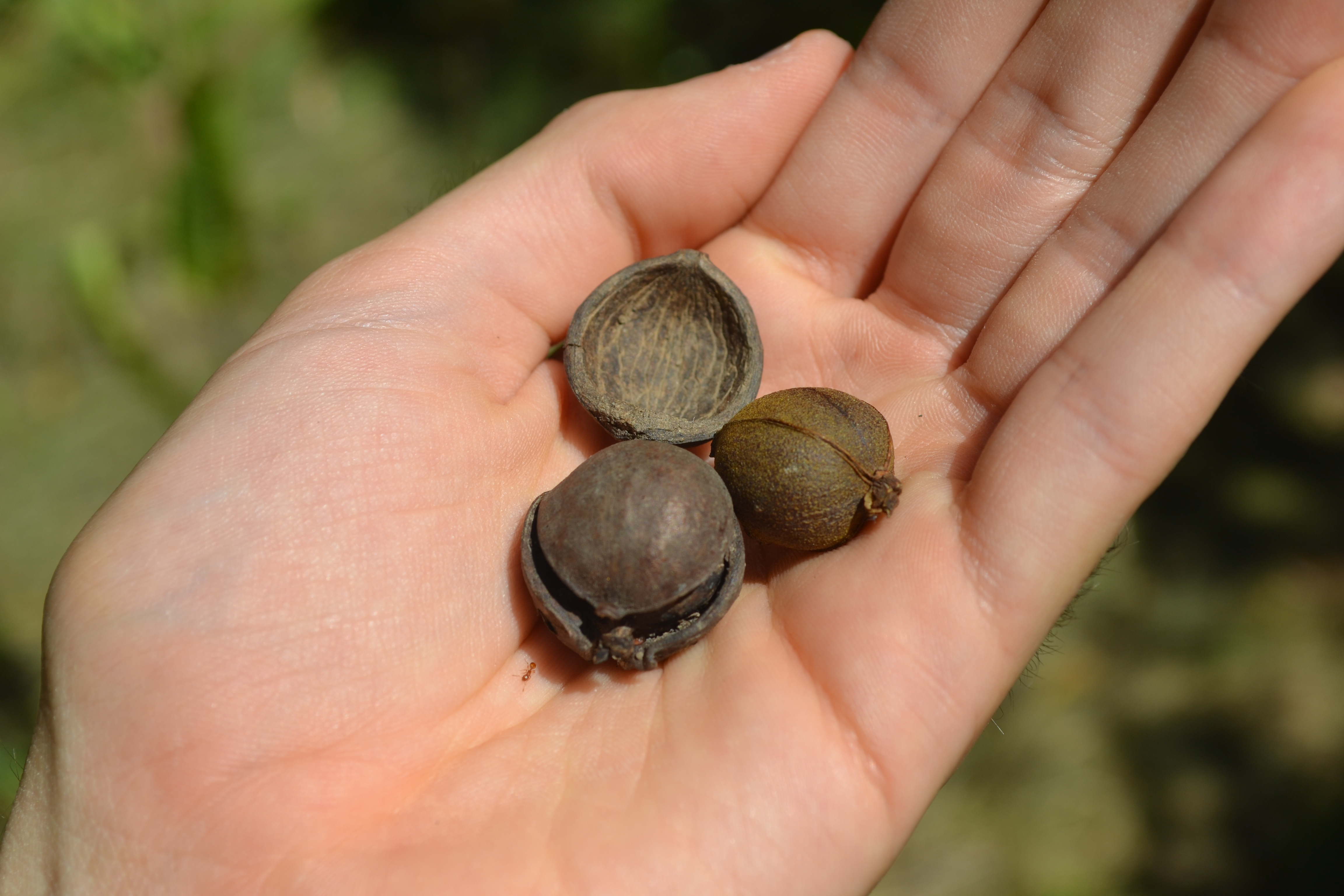
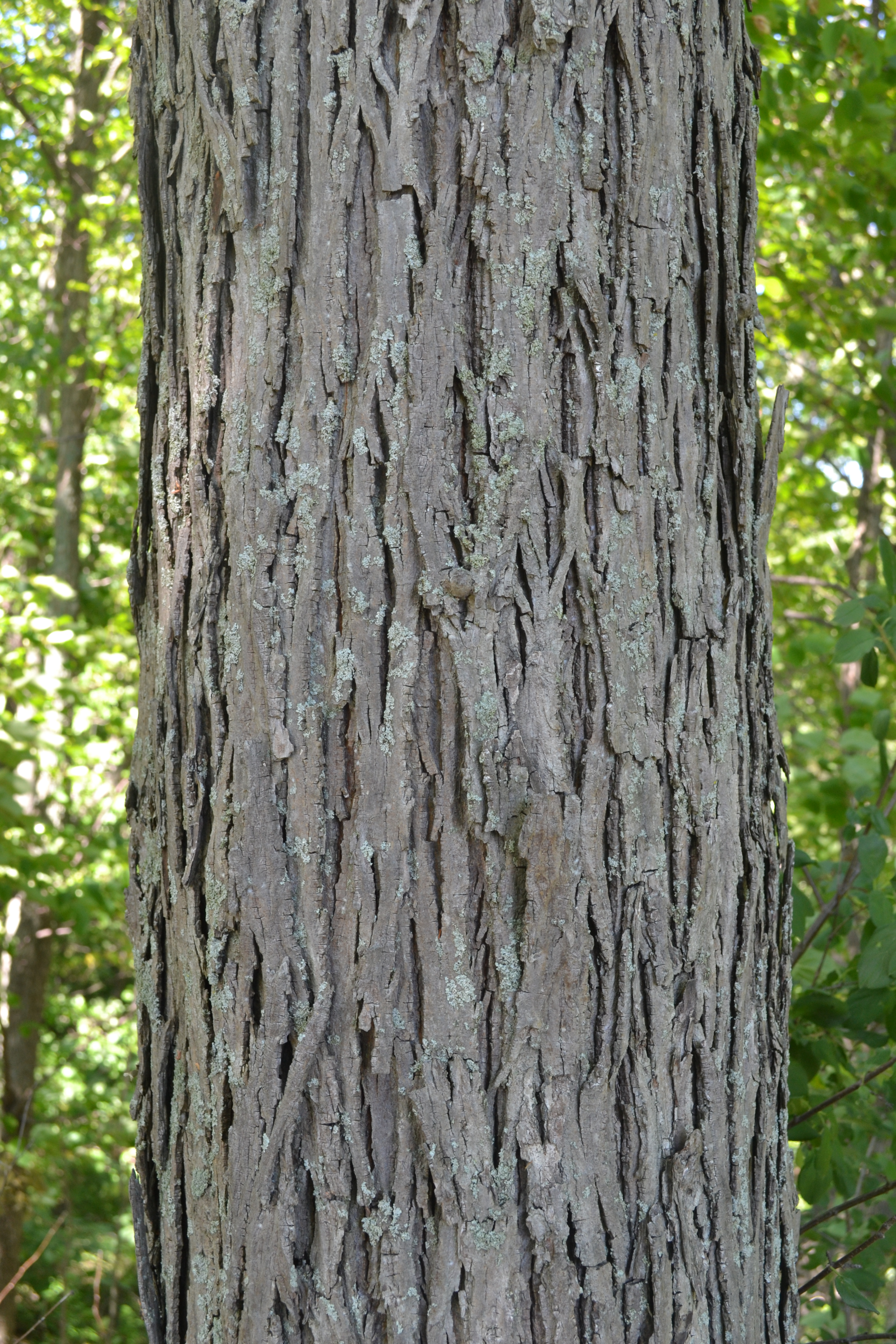